# 이제황
이제황(李濟晃, 1910년 ~ 1981년)은 대한민국의 유도인이다.

## 참고 자료
- 이홍종『한국유도사 韓國柔道史』한강문화사, 1984